# Římskokatolická farnost Lično
Římskokatolická farnost Lično je územním společenstvím římských katolíků v rychnovském vikariátu královéhradecké diecéze.

## O farnosti

### Historie
Kostel Zvěstování Páně v Ličně pochází ze 14. století.

### Současnost
Farnost je administrována ex currendo z Častolovic.
| Kostel                 | Místo | Bohoslužba     | Bohoslužba                      | Poznámka     |
| ---------------------- | ----- | -------------- | ------------------------------- | ------------ |
| Kostel Zvěstování Páně | Lično | neděle čtvrtek | 9.30 17.00 v zimě, 17.30 v létě | farní kostel |